# Joseph Kirchhoffs
Heinrich Joseph Kirchhoffs/Kerckhoffs (Herzogenrath, 24 oktober 1724 - aldaar, 11 mei 1772), was chirurgijn in het land van 's-Hertogenrade en vermeend leider van de Bokkenrijders.

## Levensloop
Joseph werd als zoon van Nicolaas Kerckhoffs en Catharina Douveren geboren in Herzogenrath. Hij had vijf broers en een zus: Johanna (1705 - 30-10-1785), Joannes (Joes, 13-02-1706), Balthasar (Baltus, 27-09-1707 - 07-03-1771), Dionijs (22-11-1708) en Peter (1720-1771).
Hij gebruikte de Nederlandse versie van zijn achternaam (Kerckhoffs), alsook de Duitse versie (Kirchhoffs). Vooral onder zijn Duitse naam is hij bekend geworden.
Kerckhoffs bezocht de kloosterschool en kreeg op zijn negentiende zijn leerbewijs, na in de leer te zijn geweest bij dr. J. Jacobus Wagener. Na zijn opleiding ging hij in dienst in het Oostenrijkse leger ten tijde van de Oostenrijkse Successieoorlog. Hij was eerst onderofficier en daarna heelmeester. Hij verbleef enkele jaren als legerarts in Brussel.
In 1752 trad hij uit dienst en vestigde zich als chirurgijn in Herzogenrath. Op 14 augustus 1771 werd hij gearresteerd op verdenking lid (en leider) te zijn van de Bokkenrijders. Hij werd, zonder ooit bekend te hebben, ter dood veroordeeld en op 11 mei 1772 opgehangen aan de galg op de Beckenberg in Herzogenrath.
Kerckhoffs trouwde in 1759 met Anna Elisabeth Mans en had zes kinderen.

## Bokkenrijders
Met betrekking tot arrestatie, verhoor en vonnis van Joseph Kerckhoffs (als zijnde leider van de bende van Herzogenrath e.o.) zijn er veel onopgeloste mysteries.
Het meest bekende en geruchtmakende bokkenrijdersproces in het land van ’s-Hertogenrade was de zaak tegen Joseph Kerckhoffs, die tijdens de verhoren van de gevangenen regelmatig werd genoemd als aanvoerder of kapitein van de bende. Kerckhoffs genoot de reputatie van een achtenswaardig en goed katholiek. Tussen 1743 en 1752 had hij in het Oostenrijks leger gediend en het vak van chirurgijn geleerd. Na zijn ontslag uit militaire dienst vestigde hij zich in Herzogenrath met instemming van abt Fabritus van Rolduc en kwam daar tot een zekere welstand. Dankzij zijn beroep beschikte hij over relaties binnen kringen van adel en geestelijkheid. Maar hij zou ook vijanden hebben gemaakt: volgens Charles Rahlenbeck had Kerckhoffs ruzie gemaakt met de hoogdrossaard, graaf Maximiliaan Hendrik Hoen van Carthils, over de hoogte van een ingediende declaratie voor bewezen diensten aan de rechtbank.
Omdat Kerckhoffs alle beschuldigingen ontkende, verordonneerde het gerecht toepassing van de tortuur. De eerste pijniging vond plaats op 10 oktober 1771, in het bijzijn van graaf Hoen van Carthils en enkele andere notabelen. Door het noemen van de namen van enkele notabelen als medeplichtigen, hield Kerckhoffs een spiegel voor aan justitie, omdat hij zelf valselijk beschuldigd werd en dat ook zijn ondervragers dit lot zouden kunnen ondergaan. De door hem genoemde namen werden niet aanvaard en aangezien de verdachte zweeg en bleef zwijgen, werd in de daaropvolgende maanden enkele malen de procedure herhaald, echter zonder het gewenste resultaat voor de justitie. Dat nam niet weg dat zich de beschuldigingen tegen hem als gevolg van onder marteling afgelegde bekentenissen van andere bendeleden opstapelden. Op 4 mei 1772 werd het doodvonnis, gebaseerd op getuigenverklaringen, uitgesproken. Dit was bijzonder; een verdachte moest zelf bekend hebben om veroordeeld te kunnen worden. Bovendien werd hij na het doodvonnis alsnog gefolterd.

## Martelingen
Kerckhoffs werd gemarteld, hij kreeg zoals velen van de vermeende bendeleden de behandeling met de duimschroeven, de Spaanse laars (schacht die strak rond de schenen wordt aangedraaid) en de wipgalg. Daarnaast werd hij (zie Jaarboek OCGL 2009, pag. 32) op een judaswieg gezet; een houten bokje met een scherpe bovenkant en de benen schrijlings naar beneden. Door zijn gewicht en extra gewichten aan zijn voeten werd zijn kruis op het scherp van de snede gedrukt. Ook werd hem letterlijk het vuur onder de schenen gelegd. Volgens enkele bronnen bekende hij echter niet. De ingeroepen hulp van een jezuïet uit Aken, die als biechtvader optrad, leidde evenmin tot de gewenste inkeer. Ook niet toen hij enkele dagen voor te terechtstelling nog een laatste maal gefolterd werd, met onder andere de wipgalg. Tegen de aanwezige schout en schepenen sprak hij toen:
“Meine Herren! Ist Ihnen nun Genüge geschehen? Wo nicht. So möget Ihr mein Leib in Stücke zerreisen ….darum sollt Ihr aber doch nichts weiter aus mir herausbringen.“ Volgens pastoor A. Daniëls (Sleinada) zei hij: “Myne Heeren, hebt gy nu voldoening genoeg? Anders neemt my en kapt my van lid tot lid en werp my zo op dit vuer, zoo zult ge zoo weynig van my weeten, als ge tot nog toe vernomen hebt.“

## Tegenspraak in de bekentenissen
Kerckhoffs zou als een van de weinigen niets verteld hebben van zijn deelname aan de bokkenrijdersactiviteiten ondanks de zware folteringen.
Joseph Anton Prummer, grafelijk commissaris te Gronsveld, spreekt dit tegen. Hij schreef twee brieven in 1773 en 1775 aan zijn superieur, August Joseph graaf Toerring Jettenbach, landsheer van het rijksgraafschap Gronsveld. Prummer had contact met Johan J.B.J. Corneli, schout in Rimburg, Welz, Roerdorf en Alsdorf, die persoonlijk betrokken was geweest bij een aantal bokkenrijdersprocessen. Mogelijk is dus dat Prummer zijn informatie uit de eerste hand heeft gehad.
Prummer omschreef - als redelijk objectief ooggetuige - Kirchhoffs als een gefortuneerd man, die bekend was als een goed katholiek, die regelmatig in de betere kringen verkeerde en zelfs ‘sehr beliebt’ was bij graaf Hoen van Carthils, de hoog-drossaard van het Land van ‘s Hertogenrade. Op de relatie tussen Kirchhoffs en graaf Hoen heeft Prummer een visie die afwijkt van de heersende opvatting. Toen de bewijzen tegen Kirchhoffs zich opstapelden, was er vanuit de Raad van Brabant in Brussel opdracht gegeven hem aan te houden. Er werd verteld dat graaf Hoen hem kort voor zijn arrestatie had aangeraden zich uit de voeten te maken en zelfs huisvesting en levensonderhoud had aangeboden op een van zijn goederen in Westfalen. Kerckhoffs, had dit advies in de wind geslagen.
Prummer: “Op de pijnbank had hij op de vraag naar namen van medeplichtigen, diverse notabelen genoemd, mensen die boven iedere verdenking stonden. De bij het verhoor aanwezige graaf Hoen verloor daarop zijn geduld, onderbrak de pijniging en zei dat hij de antwoorden van Kerckhoffs beschouwde als een bespotting van de justitie omdat ze net zo belachelijk zouden zijn als de opmerking dat hij, graaf Hoen, tot de medeplichtigen hoorde. Daarna had Kirchhoffs er het zwijgen toe gedaan en was ten slotte, met goedkeuring van de Raad van Brabant, ter dood veroordeeld,” (citaat uit Th. J. van Rensch, Twee onbekende brieven over bokkerijdersprocessen).
De stukken van de verhoren zijn niet bewaard gebleven; het kan dus ook niet bewezen worden dat hij zonder bekentenis werd veroordeeld.

## In moderne cultuur
- Kirchhoffs speelt een grote rol in de boeken over de Bokkenrijders van Ton van Reen.
- In de serie "De legende van de Bokkenrijders" wordt Kirchhoffs gespeeld door de Belgische acteur Gene Bervoets.
- Kirchhoffs is tevens een hoofdpersonage in het boek "Die Bockreiter" van Jozef Ponten uit het Duits vertaald door Drs.F. Engler en gedrukt te Wormerveer bij Meijer's Boek en Handelsdrukkerij uitgegeven door Holle en Co, uitgevers, 's-Gravenhage.